# Manuel (Pawłow)
Manuel, imię świeckie Witalij Władimirowicz Pawłow (ur. 26 października 1950 w Leningradzie, zm. 7 marca 2015) – rosyjski biskup prawosławny.

## Życiorys
W 1974 ukończył seminarium duchowne w Leningradzie, zaś pięć lat później – Akademię Duchowną w tym samym mieście. W 1982 uzyskał tytuł naukowy kandydata teologii za pracę poświęconą reformom cerkiewnym Piotra I. Jeszcze jako student, 1 stycznia 1976, złożył wieczyste śluby zakonne, zaś 4 stycznia i 7 stycznia przyjmował kolejno święcenia diakońskie i kapłańskie. Został skierowany do pracy duszpasterskiej w św. Mikołaja i Objawienia Pańskiego w Leningradzie.
W latach 1978–1980 wykładowca seminarium duchownego w Leningradzie. W 1980 został skierowany do eparchii pietrozawodzkiej i karelskiej jako dziekan dekanatu ołonieckiego i proboszcz parafii Podwyższenia Krzyża Pańskiego w Pietrozawodsku. Do Leningradu wrócił w 1984 i przez dwa lata pełnił funkcję p.o. rektora akademii duchownej. W 1986 skierowany do pracy duszpasterskiej w parafii Tichwińskiej Ikony Matki Bożej w Tichwinie.
20 czerwca 1990 Sobór Biskupów Rosyjskiego Kościoła Prawosławnego nominował go na biskupa pietrozawodzkiego i ołonieckiego. Uroczysta chirotonia miała miejsce 14 sierpnia tego samego roku w soborze Podwyższenia Krzyża Pańskiego w Pietrozawodsku z udziałem patriarchy Moskwy i całej Rusi Aleksego. 17 czerwca 1996 tytuł biskupa Manuela został zmieniony na biskup pietrozawodzki i karelski.
W 2000 podniesiony do godności arcybiskupiej.
20 października 2010, w związku ze śmiercią biskupa archangielskiego i chołmogorskiego Tichona (Stiepanowa) został mianowany locum tenens eparchii. Zadania te pełnił do grudnia 2010, gdy został wybrany nowy biskup Archangielska – Daniel (Dorowskich).
W 2013 otrzymał godność metropolity. Zmarł po dłuższej chorobie i został pochowany w pobliżu kaplicy św. Sergiusza z Radoneża na cmentarzu Nieglińskim w Pietrozawodsku.